# Pittsfield (Illinois)
Pittsfield è un comune degli Stati Uniti d'America, situato in Illinois, nella Contea di Pike, della quale è il capoluogo.